# Короленковське сільське поселення
Короле́нковське сільське поселення (рос. Короленковское сельское поселение) — муніципальне утворення у складі Кізнерського району Удмуртії, Росія. Адміністративний центр — село Короленко.
Населення становить 356 осіб (2019, 491 у 2010, 768 у 2002).

## Історія
На початок 1940-их років існувало 4 сільради — Короленковська, Асінерська, Чульїнська та Ягульська. Їхніми голова у різний час були І. І. Селіванов (1939 року), З. М. Шастіна, А. С. Ветошкін, П. С. Кузнецов, Г. Н. Расчиславська, А. В. Лучихін, Ф. І. Загуменнов, М. Н. Андріанова, Никонор Петров, Н. І. Кузнецова, Ю. Т. Баязитов, Л. І. Лаврентьєва, А. І. Кузнецов, Л. Г. Сафіна, М. В. Зонова, Л. С. Волков, Л. П. Цветкова, Т. Ф. Анисімова, Г. Н. Колесников.

## Склад
До складу поселення входять такі населені пункти:
| Населений пункт          | Населення, осіб (2002) | Населення, осіб (2010) |
| ------------------------ | ---------------------- | ---------------------- |
| Асінер, присілок         | 127                    | 70                     |
| Дома 1007 км, присілок   | 0                      | -                      |
| Короленко, село          | 439                    | 286                    |
| Люга, присілок           | 0                      | -                      |
| Мултан, присілок         | 17                     | 5                      |
| Новий Мултан, присілок   | 181                    | 128                    |
| Стара Пандерка, присілок | 0                      | -                      |
| Старий Ягул, присілок    | 3                      | 1                      |
| Чулья, присілок          | 1                      | 1                      |

## Господарство
В поселенні діють школа, садочок, фельдшерсько-акушерський пункт, клуб, бібліотека, музей. Серед підприємств працює Саркузьке лісництво.